# Németh Sándor (plébános, 1844)
Németh Sándor (Szeged, 1844. augusztus 29. – 1918 után) római katolikus plébános, kanonok.

## Életútja
Németh József és Szekula Katalin fiaként született. 1868. július 11-én pappá szenteltetett; segédlelkész volt Nagycsernyán, Nagybecskereken, Törökbecsén, Hidegkúton, Apátfalván, Ujszentannán, Szeged-belvárosban. 1876-től adminisztrátor Kevermesen, 1877-től segédlelkész Kevermesen, Kisorosziban, 1878-tól Zsombolyán, 1879-től adminisztrátor Majláthfalván, 1882-től Földeákon. 1891-től Battonya (Csanád megye) plébánosa volt. 1904. júliusában a király a Csanádi székeskáptalan tiszteletbeli kanonokjává nevezte ki. 1915. január 1-jén vonult nyugdíjba.
Cikkei a Havi Közlönyben (munkatárs, 1903. Szemelvények a gyakorlati lelkipásztorkodásból. stb).

## Munkái
- A templom tiszteletben tartásáról. Okos beszélgetés a jó magyar népnek. Bpest, 1892. (Népiratok 42.)
- A pokol útja: vagy ne dobd el, a mit te szereztél. Tanulságos beszélgetés az öngyilkosságokról. Bpest, 1892. (Népiratok 43.)
- Beszélgetés a kántor-tanítói hivatal fontos voltáról. Tanulságos olvasmány. Bpest, 1892. (Népiratok 46.).